# جزیره رم
جزیره رم جزیره کوچکی است که در جنوب‌غربی ایالت کانتیکت قرار دارد. مساحت آن ۲۰ جریب معادل ۸۰٬۰۰۰ متر مربع می باشد. 

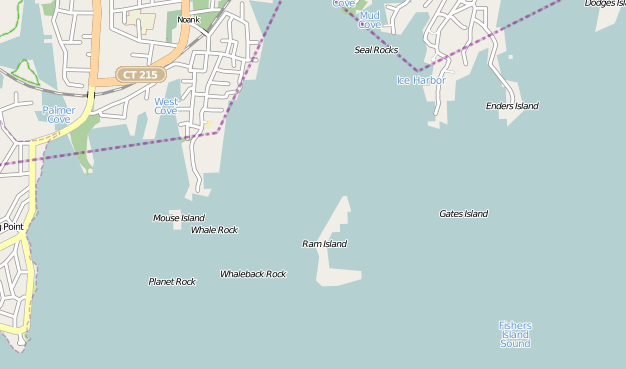
موقعیت جزیره رم در جنوب ایالت کانتیکت